# Trigonospora
Trigonospora, rod papratnica iz porodice Thelypteridaceae. Na popisu su sedam vrsta iz Indije, jugoistočne Azije i Šri Lanke.
Postoje neslaganja oko dva endema sa Šri Lanke (T. angustifrons i T. zeylanica), koji su vjerojatno samo lokalne varijante vrste T. calcarata.
Rod je opisan 1971..

## Vrste
1. Trigonospora angustifrons Sledge
2. Trigonospora calcarata (Blume) Holttum
3. Trigonospora caudipinna (Ching) Sledge
4. Trigonospora khamptorum (Holttum) Irudayaraj & Manickam
5. Trigonospora koordersii (Christ) Holttum
6. Trigonospora tenera (Roxb.) Mazumdar
7. Trigonospora zeylanica (Ching) Sledge

## Sinonimi
- Cyclosorus subgen.Trigonospora (Holttum) Panigrahi
- Thelypteris subgen.Trigonospora (Holttum) Fraser-Jenk.
- Thelypteris sect.Trigonospora (Holttum) Fraser-Jenk.